# Дубљани
Дубљани су насељено мјесто у граду Требиње, Република Српска, БиХ. Према попису становништва из 1991. у насељу је живјело 29 становника.

## Географија
Налази се на путу Љубиње-Требиње на сјеверном ободу Поповог поља.

## Назив
Назив Дубљани је настао од ријечи дуб (храст).

## Привреда
Становништво се у прошлости бавило грађевинским пословима. У вријеме поплава у Поповом пољу ловљена је риба гаовица. Дубљани су познати по сушеним смоквама.

## Становништво
Према подацима из јануара 2012, у насељу живи 19 становника. Становници се називају Дубљани.
| Националност       | 1991. | 1981. | 1971. | 1961. |
| Срби               | 28    |       |       |       |
| Хрвати             | 1     |       |       |       |
| остали и непознато |       |       |       |       |
| Укупно             | 29    | '     | '     | '     |

| Демографија | Демографија | Демографија |
| Година      | Становника  | Становника  |
| ----------- | ----------- | ----------- |
| 1948.       | 80          |             |
| 1953.       | 72          |             |
| 1961.       | 69          |             |
| 1971.       | 86          |             |
| 1981.       | 41          |             |
| 1991.       | 29          |             |

### Презимена
- Главан, славе Малу Госпојину[1]
- Јакшић, славе Малу Госпојину[1]